# Teatre Nacional de Catalunya
El Teatre Nacional de Catalunya (també conegut com a TNC) és un teatre ubicat a Barcelona. Inaugurat l'any 1996, va néixer amb l'objectiu bàsic de consolidar una oferta teatral d'alta qualitat tant a escala nacional com internacional que, des de la capacitat de risc estètic i la voluntat de servei pròpia del teatre públic, completés un panorama teatral caracteritzat per la creativitat i la riquesa de les iniciatives. Carme Portaceli n'és la directora des de l'any 2021.
L'edifici del Teatre Nacional de Catalunya, situat a la plaça de les Arts, davant de L'Auditori i a prop de la plaça de les Glòries Catalanes, compta amb tres sales aptes per fer representacions: la Sala Gran, amb grades de teatre grec i capacitat per 847 seients, i la Petita, amb grades mòbils i capacitat entre 266 i 500 persones, i la Sala Tallers, amb grades mòbils i capacitat entre 150 i 425 localitats. Dissenyat pel prestigiós arquitecte català Ricard Bofill i Leví, és un dels edificis emblemàtics de Barcelona.

## Espais

### Vestíbul principal

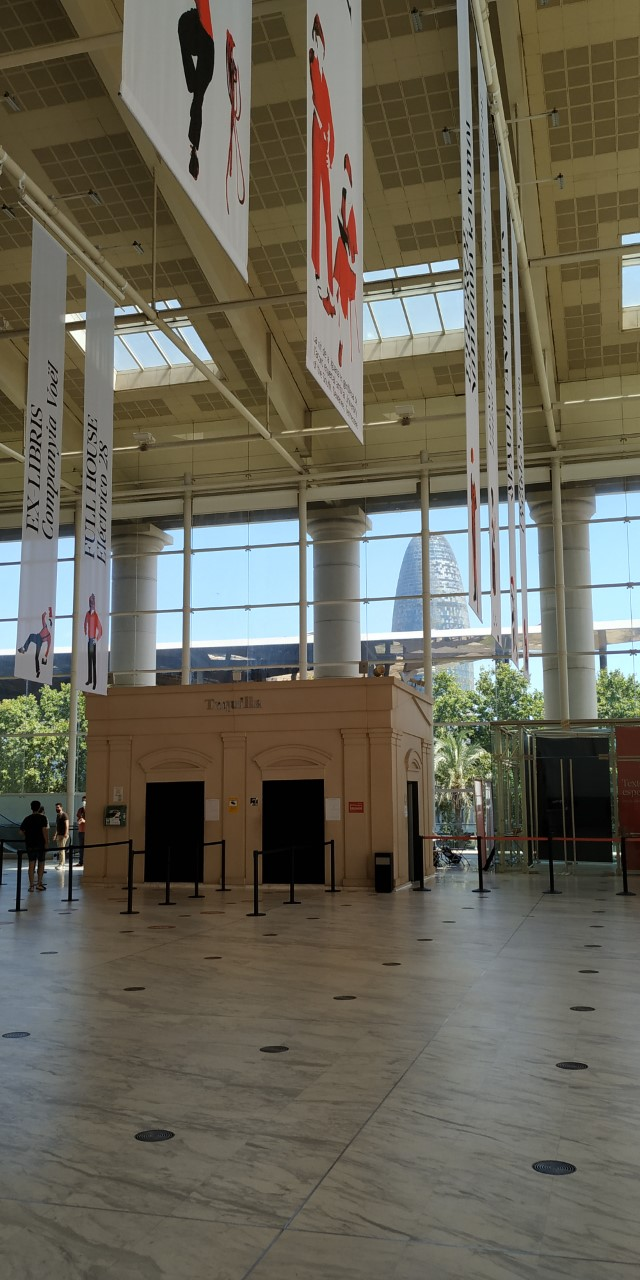
Vestíbul principal

L'accés al vestíbul principal es fa per l'escalinata de la façana principal, envoltada de jardins amb palmeres i oliveres. És un dels espais més característics de l'edifici i imita una àgora grega tancada amb vidres, cosa que el fa molt lluminós. És un espai amb 600 metres quadrats útils que aplega els serveis de taquilles, guarda-roba, cafeteria, taquilla i punt d'informació. A la part superior del vestíbul s'hi troba el restaurant.

### Sala Gran
La Sala Gran és la sala principal del Teatre Nacional de Catalunya. La disposició de les grades és com la d'un teatre grec i té una capacitat de 847 butaques, també dissenyades per Ricard Bofill. La decoració és de fusta noble cosa que a part d'aconseguir un caràcter elegant i sobri, també en millora l'acústica. L'accés és per la part superior del pati de butaques des del vestíbul principal.
Compta amb una zona d'artistes amb 70 places de camerinos.

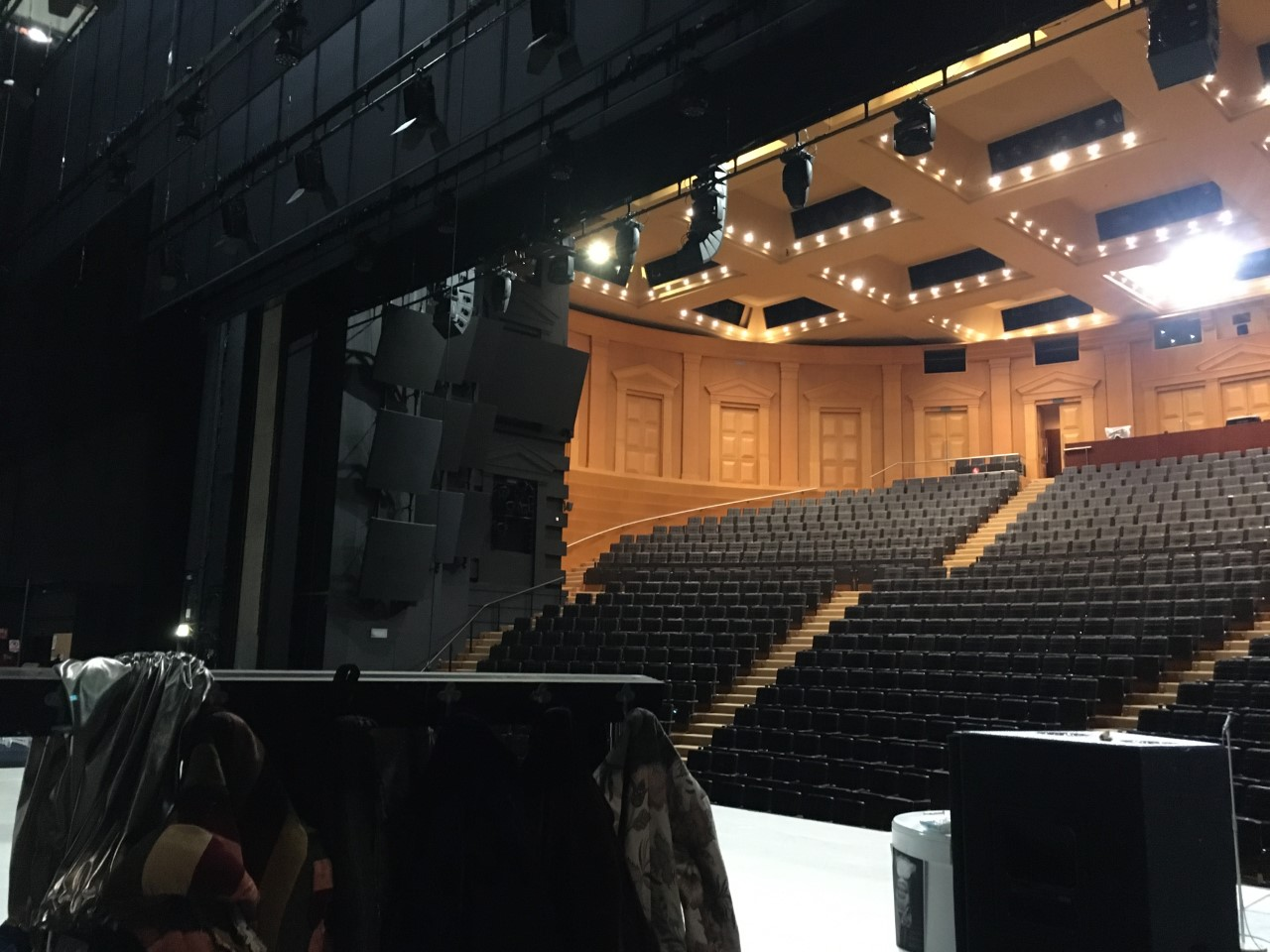
Sala Gran des de l'escenari

#### Caixa escènica de la Sala Gran
L'escenari té una àrea de 288 metres quadrats: 18 metres d'amplada i 16 de profunditat. La caixa escènica té una altura de 35 metres i una profunditat sota l'escenari de 5 metres. La caixa escènica té una planta en forma de creu: compta amb dos espais laterals a esquerra i dreta de 16 x 16 metres cadascun i una jàssera (part posterior de l'escenari) de 16 x 18 metres.
De la pinta del sostre en pengen 56 barres motoritzades de 22 metres d'amplada, cadascuna capaç d'aguantar un pes de fins 500kg.

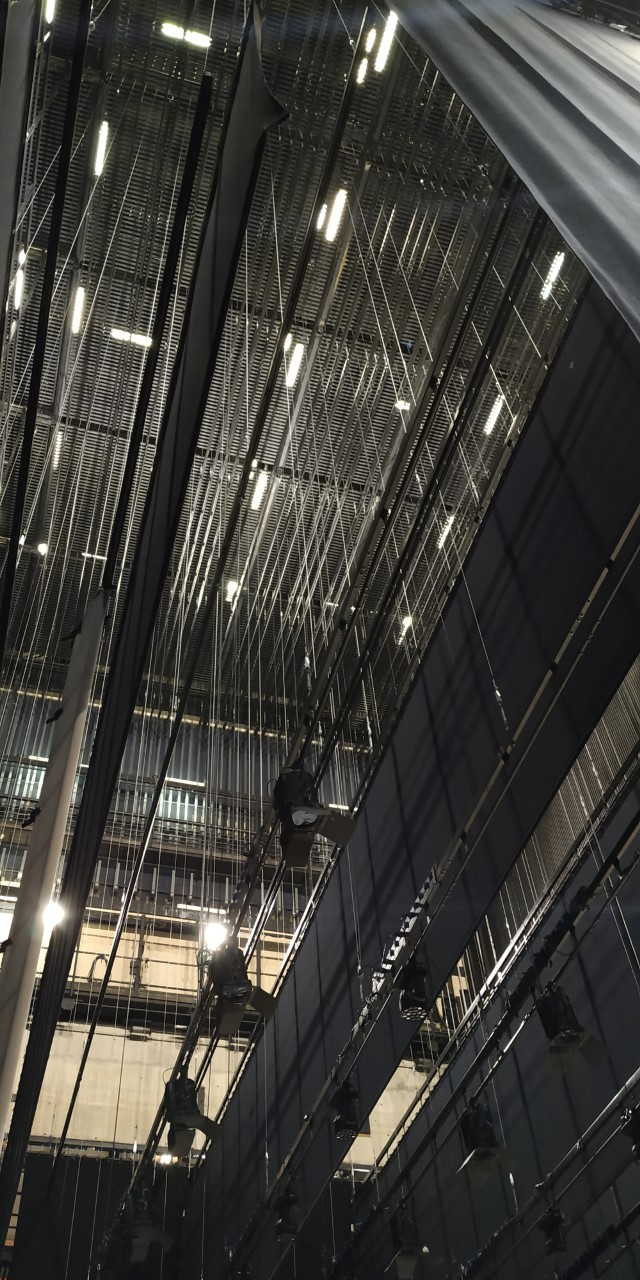
Espai superior de la caixa escènica de la Sala Gran

### Sala Petita
La Sala Petita té un aforament variable d'entre 266 i 450 espectadors i és polivalent i adaptable en funció de les necessitats gràcies a les graderies mòbils. Tot i trobar-se connectada mitjançant una escala amb el vestíbul principal, disposa d'una entrada independent pel carrer padilla, camerinos i serveis propis independents de la Sala Gran. L'escenari té una àrea de 196 metres quadrats: 14 metres d'amplada i 14 metres de llargada.

### Sala Tallers
La Sala Tallers és el tercer espai escènic del Teatre Nacional de Catalunya. La sala té un aforament màxim de 425 localitats i compta amb els serveis propis de camerinos, cafeteria, guarda-roba, petits tallers, magatzems, oficines i taquilles. Es troba a l'edifici annex Tallers. La configuració versàtil de la sala permet realitzar tot tipus d'espectacles i esdeveniments, com jornades de treball, desfilades de moda, etc. L'escenari té una àrea de 132 metres quadrats.

## Història
Si bé les activitats del Teatre Nacional de Catalunya es van iniciar a l'espai de Tallers el 12 de novembre de 1996 amb l'estrena d'Àngels a Amèrica: el mil·lenni s'acosta, primera part de la trilogia de l'escriptor estatunidenc Tony Kushner, la inauguració oficial del Teatre Nacional de Catalunya va tenir lloc l'11 de setembre de 1997 amb L'auca del senyor Esteve. Des d'aleshores i fins a l'actualitat, el TNC ha programat espectacles de teatre, sense oblidar, però, altres disciplines com la dansa, l'òpera, el circ o els titelles.

### Inicis
La carrera professional de Josep Maria Flotats va començar a França, amb la Comédie Française, durant els anys de la dictadura. Als anys vuitanta, quan el conseller de Cultura era Max Cahner, la Generalitat va convidar a Barcelona la Comédie Française. El 23 d'abril de 1983, la famosa companyia va representar Dom Joan al Liceu. Va ser la benvinguda a un actor que tindria un paper destacat en la institucionalització del teatre català. L'any següent, Flotats va crear una companyia pròpia, subvencionada per la Generalitat i que va tenir, entre el 1985 i el 1994, el Teatre Poliorama com a seu estable.
Flotats havia estat proposat per fundar i dirigir el Teatre Nacional de Catalunya, una institució i un espai anhelats des de feia dècades per molts sectors de la professió teatral i de la cultura en general. El 1989, Flotats va publicar Un projecte per al Teatre Nacional, on explicitava les bases per a un teatre institucional. Proposava un repertori variat en gèneres i tendències escèniques, amb creacions contemporànies, sense oblidar els clàssics, i una companyia estable.

### Etapa Flotats
El primer espectacle que es va fer al Teatre Nacional de Catalunya va ser Àngels a Amèrica. El mil·lenni s'acosta, de Tony Kushner. El va dirigir Josep Maria Flotats a la Sala Tallers i es va estrenar el 12 de novembre de 1996. L'estrena d'Àngels a Amèrica i, per tant, l'estrena provisional del TNC, va ser polèmica perquè es tractava d'un autor estranger i pel contingut ideològic de l'obra de Kushner, un dramaturg crític amb la intolerància i el conservadorisme de certs sectors de la societat. La primera temporada, la 1996-1997, el TNC també va acollir, a l'espai de Tallers, el musical Company dirigit per Calixto Bieito.
L'estrena oficial no va arribar fins a l'11 de setembre de 1997, amb L'auca del senyor Esteve, de Santiago Rusiñol, dirigida per Adolfo Marsillach, a la Sala Gran. Flotats hi va dirigir La gavina, de Txékhov, espectacle en el qual mostrava les grans dimensions de la sala. Aquesta segona temporada també va acollir concerts, lectures dramatitzades, òpera, comèdia o espectacles de grups consagrats com Els Comediants o La Fura dels Baus.

### Etapa Reixach
El juliol del 1998, Domènec Reixach i Felipe es va fer càrrec de la direcció artística del Teatre Nacional, després de la polèmica dimissió de Josep Maria Flotats. Reixach va apostar per ampliar la presència de la dramatúrgia catalana a les tres sales del TNC. Es van presentar unes Línies d'actuació per al Teatre Nacional de Catalunya, en les quals es plantejaven una revisió i una actualització d'obres cabdals tant de la dramatúrgia catalana com de la universal, tant clàssics com contemporanis; el suport a la dramatúrgia catalana contemporània; la promoció de la dansa contemporània i el suport de noves línies de recerca; la dedicació a sectors amplis de públic, amb l'èmfasi en el familiar; i la rebuda d'espectacles de prestigi internacional i projectar les creacions pròpies arreu. A partir de la temporada 1998-1999, el TNC convida professionals i companyies de prestigi tant nacionals com internacionals que tenen l'oportunitat de mostrar creacions al públic català.
A partir de la temporada 1999-2000 es posa en funcionament el programa Connecta't, per fomentar l'assistència al teatre entre els joves, com a fet cultural modern. No es tracta de fer teatre per a joves, sinó d'apropar a aquest sector de públic la programació que ofereix el TNC. La temporada 2002-2003 es posa en marxa el programa T6, que ha crescut amb el pas del temps. Cada edició escull sis autors residents que treballen els textos en col·laboració amb el director, els actors i els tècnics del muntatge. L'objectiu és donar suport als dramaturgs autòctons i oferir un cert espai d'experimentació. D'aquest projecte han sortit obres tan exitoses com El mètode Grönholm, de Jordi Galceran, o Uuuuh!, de Ricard Gázquez. A la setena temporada també arrenca el projecte TDansa, que, de forma similar al T6, dona espai a una companyia resident de dansa.
Des de la temporada 2000-2001, el públic té la possibilitat de saber com són els processos de creació establint un diàleg amb l'equip artístic que ha creat l'espectacle que acaba de veure. Són les taules rodones, els col·loquis o les trobades amb els autors del 'T6' que es fan després d'alguns espectacles. Serveixen tant per incentivar el debat entre el públic i la companyia com per potenciar la relació dels creadors residents amb els espectadors.

### Etapa Belbel
Al final de la temporada 2005-2006, Sergi Belbel pren el relleu de Domènech Reixach en la direcció artística del TNC.
Al TNC s'han representat grans clàssics catalans (Terra baixa, Primera història d'Esther, La dama enamorada…) i forans (Les tres germanes, La mare coratge, Coriolà, Fuente Ovejuna, La casa de nines…), així com autors i companyies contemporànies de gèneres ben diversos (Carles Santos, Albert Vidal, Mal Pelo, Pina Bausch, Neil LaBute…), dansa clàssica i contemporània, produccions multidisciplinàries i espectacles per a públic familiar.
Una part de les obres produïdes pel TNC, sobretot els textos clàssics, surten de gira. Majoritàriament actuen per poblacions de Catalunya, amb l'objectiu de ser el teatre de tot el país, però també actuen arreu d'Espanya o, amb menys freqüència, en altres punts d'Europa.
Molts dels textos representats al TNC s'editen en una col·lecció a l'editorial Proa, en sintonia amb la tasca del teatre de divulgar la dramatúrgia nacional i internacional clàssica i contemporània. Aquestes publicacions són una plataforma especialment important per als autors que participen en el projecte 'T6'. A més, s'editen programes de pagament amb informació detallada de les obres que es presenten i es publica la revista trimestral 'Quadern', que conté la programació de les activitats que es fan al TNC.
És, doncs, un teatre públic que busca oferir espectacles per a tothom apostant sempre per la qualitat. Tenint en compte les dades d'assistència, es pot dir que el públic respon positivament a la línia del TNC.
El mes d'abril de l'any 2011, amb un nou govern a la Generalitat de Catalunya, Alfred Fort deixa el càrrec d'administrador general del TNC i alhora es renova la majoria de membres del Consell d'Administració, presidit per Sol Daurella Comadrán en substitució de Romà Cuyàs, que ocupava aquest càrrec des de l'any 1995. A partir d'aquest moment, el Teatre Nacional de Catalunya, SA, s'organitza en dues àrees: l'artística, liderada per Sergi Belbel i la de gerència, liderada per Josepa Piñol. A partir de juliol de 2012, Mònica Campos assumeix el càrrec de gerent del TNC.
L'any 2013, el Teatre Nacional de Catalunya presenta una programació variada i multidisciplinària entorn del teatre clàssic i d'autor, i compta amb una programació estable de teatre per a tota la família (El Nacional petit). El gener de 2013 es va cancel·lar el programa de difusió de la dramatúrgia catalana contemporània (Projecte T6). Des del 4 de març de 2013 fins al 2015, a causa de la situació econòmica, està tancada la Sala Tallers, de grades mòbils i amb capacitat d'entre 300 i 500 seients.

### Etapa Xavier Albertí

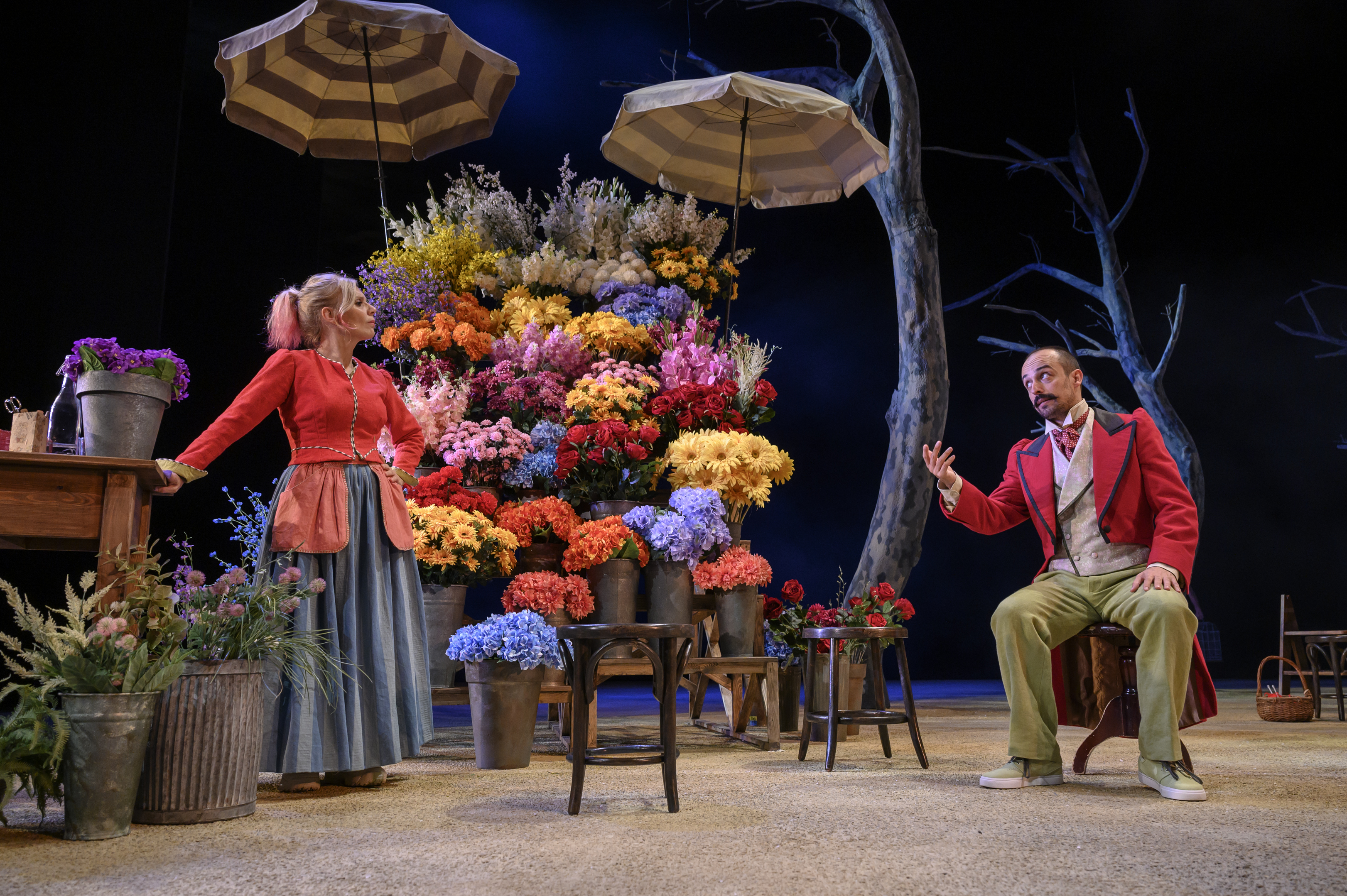
Representació a la Sala Gran del TNC de l'obra La Rambla de les Floristes, de Josep Maria de Sagarra, el 2019

Xavier Albertí va ser-ne el director artístic des de l'1 de juliol de 2013 fins al 31 juliol 2021.
D'acord amb el projecte artístic de Xavier Albertí, el Teatre Nacional de Catalunya ha de ser un teatre per a la reflexió cívica, un lloc per preguntar, debatre i oferir respostes sobre els principals temes del nostre temps. L'Eix temàtic que es planteja per a cada temporada ajudarà en aquest propòsit.
Cada temporada girarà al voltant d'un concepte temàtic, que actuarà com a centre neuràlgic de la programació i de les activitats relacionades. Les obres no se seleccionen arbitràriament, sinó que es busquen aquells textos que defensin temàtiques comunes, des de diferents perspectives i punts de vista.
Una de les funcions del TNC, com a servei públic, és redescobrir i promoure el patrimoni teatral català. Els clàssics catalans no són només aquells tres noms que han tingut la sort de perdurar als escenaris, hi ha molts altres textos de gran qualitat que cal recuperar. Els epicentres patrimonials que proposa el TNC ajudaran a acostar-nos a algunes de les figures clau per entendre el teatre català modern.
Cada temporada estarà dedicada a un epicentre patrimonial, un determinat autor o gènere teatral que, per les raons que siguin, ha quedat fora del cànon teatral català, malgrat la seva rellevància artística. Al seu voltant es programaran diversos espectacles i activitats per normalitzar la seva presència en el panorama teatral.
L'any 2017, el Teatre Nacional de Catalunya celebrà el seu 20è aniversari, sumant un total de 3 milions d'espectadors des de la seva inauguració.

### Actualitat: etapa Carme Portaceli
Carme Portaceli assumeix la direcció artística del TNC el setembre de 2021. És la primera dona que ocupa el càrrec.

## Pressupostos
- 2006 - 15,9 M €
- 2007 - 15,8 M €
- 2008 - 18,3 M €
- 2009 - 18,54 M €
- 2010 - 15,78 M €
- 2011 - 12,5 M €
- 2012 - 11,72 M €[13]
- 2013 - 9,6 M €
- 2014 - 9,7 M €[14]
- 2015 - 10 M €[15]
- 2016 - 11,3 M €[16]
- 2017 - 10,8 M €[17]
- 2018 - 10,5 M €[18]
- 2019 - 11,6 M €[19]
- 2020 - 10,6 M €[20]
- 2021 - 12,2 M €[21]

## Públic per temporada
- 2006 - 2007: 184.385
- 2007 - 2008: 159.500
- 2008 - 2009: 172.095
- 2009 - 2010: 170.000
- 2010 - 2011: 173.787
- 2011 - 2012: 144.869[13]
- 2012 - 2013: 110.000
- 2013 - 2014: 113.143.[14]
- 2014 - 2015: 104.870[22]
- 2015 - 2016: 127.790[23]
- 2016 - 2017: 113.556[24]
- 2017 - 2018: 111.385[25]
- 2018 - 2019: 126.985[26]
- 2019 - 2020: 75.306 (a causa de les mesures decretades per combatre la Pandèmia de COVID-19, la temporada va finalitzar l'11 de març del 2020).[27]
- 2020 - 2021: 53.089 (a causa de les mesures decretades per combatre la Pandèmia de COVID-19, l'aforament del teatre es va veure reduït al 50% durant bona part de la temporada i es va haver de clausurar el teatre durant unes setmanes a la tardor del 2020).[28][29][30]
- 2021 - 2022: 78. 515 (a causa de les mesures decretades per combatre la Pandèmia de COVID-19, la temporada va iniciar-se amb un aforament reduït del 70% que, a la tardor va augmentar fins al 100% per tornar a baixar al 70% pels volts de Nadal del 2021; no seria fins a finals de gener del 2022 que l'aforament tornaria a ser del 100%).[31][32][33][34]